# La Fille de Londres
La Fille de Londres est une chanson française qui a connu un grand succès dans les années 1950. Les paroles ont été écrites par Pierre Mac Orlan et la musique composée par V. Marceau. Elle a été interprétée pour la première fois en 1952 par Germaine Montero, accompagnée à la guitare par Henri Crolla et par Philippe-Gérard au piano, sur le 78 tours Germaine Montero chante Pierre Mac Orlan, enregistré le 16 janvier.